# Liste des planètes mineures non numérotées découvertes en 1999
Pour un article plus général, voir Liste des planètes mineures.
Cet article dresse la liste des planètes mineures (astéroïdes, centaures, objets transneptuniens et assimilés) non numérotées découvertes en 1999 dans l'ordre de leur découverte.
Au 15 janvier 2025, 661 077 des 1 434 993 planètes mineures répertoriées par le Centre des planètes mineures ne sont pas encore numérotées, soit 46,07 %.

## Rappel concernant la désignation provisoire
La désignation provisoire indique l'ordre de découverte de ces objets. En effet, cette désignation est composée de l'année de découverte (par exemple 1999) suivie de la quinzaine (demi-mois) de découverte (p.e. A = 1-15 janvier) puis de l'ordre de découverte dans cette quinzaine. Cet ordre est indiqué par une lettre et éventuellement un chiffre comme suit : A pour la première découverte, B pour la deuxième, ..., Z pour la 25e (le I n'est pas utilisé pour éviter la confusion avec 1), A1 pour la 26e, B1 pour la 27e, etc. , Z1 pour la 50e, A2 pour la 51e, B2 pour la 52e, etc. L'ordre de la numérotation ne suit donc pas l'ordre alphanumérique. 1999 AA1 suit ainsi 1999 AZ et précède 1999 AB1.

## Liste

### Du1erau 15 janvier 1999
- 1999 AF4
- 1999 AM10
- 1999 AO10
- 1999 AN16
- 1999 AS28
- 1999 AC35
- 1999 AO36
- 1999 AW36
- 1999 AF37

### Du 16 au 31 janvier 1999
- 1999 BO
- 1999 BA32
- 1999 BL33
- 1999 BT35
- 1999 BU35

### Du1erau 15 février 1999
- 1999 CQ2
- 1999 CS3
- 1999 CG9
- 1999 CW118
- 1999 CX118
- 1999 CY118
- 1999 CZ118
- 1999 CA119
- 1999 CB119
- 1999 CC119
- 1999 CD119
- 1999 CH119
- 1999 CJ119
- 1999 CK119
- 1999 CM119
- 1999 CN119
- 1999 CB129
- 1999 CO129
- 1999 CQ129
- 1999 CU129
- 1999 CZ129
- 1999 CB130
- 1999 CD130
- 1999 CE130
- 1999 CL130
- 1999 CS130
- 1999 CD131
- 1999 CW131
- 1999 CY131
- 1999 CZ131
- 1999 CA132
- 1999 CQ133
- 1999 CR133
- 1999 CL143
- 1999 CL144
- 1999 CO144
- 1999 CQ144
- 1999 CS144
- 1999 CM153
- 1999 CN153
- 1999 CP153
- 1999 CQ153
- 1999 CR153
- 1999 CS153
- 1999 CT153
- 1999 CG154
- 1999 CH154
- 1999 CL154
- 1999 CM154
- 1999 CN154
- 1999 CP154
- 1999 CR154
- 1999 CE155
- 1999 CM155
- 1999 CN155
- 1999 CR155
- 1999 CU156
- 1999 CK158
- 1999 CP160

### Du 16 au 28 février 1999
- 1999 DA
- 1999 DB2
- 1999 DY2
- 1999 DJ3
- 1999 DZ7
- 1999 DA8
- 1999 DB8
- 1999 DC8
- 1999 DD8
- 1999 DE8
- 1999 DF8
- 1999 DG8
- 1999 DH8
- 1999 DL8
- 1999 DM8
- 1999 DN8
- 1999 DO8
- 1999 DP8
- 1999 DQ8
- 1999 DR8

### Du1erau 15 mars 1999
- 1999 EO3
- 1999 EF5
- 1999 ES6

### Du 16 au 31 mars 1999
- 1999 FR5
- 1999 FQ10
- 1999 FN19
- 1999 FP19
- 1999 FR19
- 1999 FN63
- 1999 FP63
- 1999 FV63
- 1999 FJ64
- 1999 FN64
- 1999 FY64
- 1999 FA65
- 1999 FC65
- 1999 FD65
- 1999 FK65
- 1999 FL65
- 1999 FV65
- 1999 FP66
- 1999 FU66
- 1999 FW66
- 1999 FZ66
- 1999 FF67
- 1999 FG67
- 1999 FP67
- 1999 FT67
- 1999 FU67
- 1999 FD68
- 1999 FN68
- 1999 FT68
- 1999 FU68
- 1999 FV68
- 1999 FW68
- 1999 FX68
- 1999 FA69
- 1999 FK69
- 1999 FL69
- 1999 FO69
- 1999 FP69
- 1999 FZ69
- 1999 FB70
- 1999 FM70
- 1999 FS70
- 1999 FW70
- 1999 FS71
- 1999 FA72
- 1999 FD72
- 1999 FK72
- 1999 FP72
- 1999 FU72
- 1999 FA73
- 1999 FE73
- 1999 FH73
- 1999 FT73
- 1999 FK74
- 1999 FL74
- 1999 FQ74
- 1999 FT75
- 1999 FW75
- 1999 FR76
- 1999 FK77
- 1999 FL77
- 1999 FU77
- 1999 FE78
- 1999 FK78
- 1999 FM78
- 1999 FO78
- 1999 FL79
- 1999 FU79
- 1999 FW79
- 1999 FE80
- 1999 FL80
- 1999 FN80
- 1999 FS80
- 1999 FJ81
- 1999 FO81
- 1999 FQ81
- 1999 FU81
- 1999 FX81
- 1999 FG82
- 1999 FK82
- 1999 FK83
- 1999 FL83
- 1999 FS83
- 1999 FA84
- 1999 FM84
- 1999 FB85
- 1999 FE85
- 1999 FE86
- 1999 FM86
- 1999 FV86
- 1999 FA87
- 1999 FL87
- 1999 FN87
- 1999 FA88
- 1999 FN88
- 1999 FV90
- 1999 FA91
- 1999 FL91
- 1999 FN91
- 1999 FR91
- 1999 FF92
- 1999 FJ92
- 1999 FM92
- 1999 FR92
- 1999 FV92
- 1999 FY92
- 1999 FA93
- 1999 FO93
- 1999 FC94
- 1999 FX94
- 1999 FC95
- 1999 FH95
- 1999 FJ95
- 1999 FK95
- 1999 FT95
- 1999 FS96
- 1999 FU96
- 1999 FZ96
- 1999 FL97
- 1999 FG98
- 1999 FW99
- 1999 FZ99
- 1999 FC100
- 1999 FD100
- 1999 FK100
- 1999 FL100
- 1999 FN100
- 1999 FX100
- 1999 FY100
- 1999 FE101
- 1999 FH101
- 1999 FK101
- 1999 FM101
- 1999 FO101

### Du1erau 15 avril 1999
- 1999 GL4
- 1999 GR6
- 1999 GS46
- 1999 GE64

### Du 16 au 30 avril 1999
- 1999 HC1
- 1999 HW1
- 1999 HX1
- 1999 HH7
- 1999 HS11
- 1999 HY11
- 1999 HZ11
- 1999 HA12
- 1999 HD12
- 1999 HG12
- 1999 HH12
- 1999 HJ12

### Du1erau 15 mai 1999
- 1999 JZ10
- 1999 JV127
- 1999 JA132
- 1999 JB132
- 1999 JC132
- 1999 JD132
- 1999 JE132
- 1999 JF132
- 1999 JH132
- 1999 JJ132
- 1999 JK132

### Du 16 au 31 mai 1999
- 1999 KL1
- 1999 KJ6
- 1999 KT16
- 1999 KK17
- 1999 KL17
- 1999 KR18

### Du1erau 15 juin 1999
- 1999 LJ1
- 1999 LT1
- 1999 LW1
- 1999 LX1
- 1999 LD6
- 1999 LE6
- 1999 LE7
- 1999 LV7
- 1999 LD30
- 1999 LC31
- 1999 LB37

### Du1erau 15 juillet 1999
- 1999 NZ4

### Du 16 au 31 juillet 1999
- 1999 OQ3
- 1999 OZ3
- 1999 OA4
- 1999 OC4
- 1999 OD4
- 1999 OG4
- 1999 OH4
- 1999 OK4
- 1999 OY5

### Du1erau 15 août 1999
- 1999 PP2
- 1999 PS3
- 1999 PX6
- 1999 PA7
- 1999 PL7
- 1999 PN9

### Du 16 au 31 août 1999
- 1999 QF1
- 1999 QS3

### Du1erau 15 septembre 1999
- 1999 RU2
- 1999 RP4
- 1999 RT4
- 1999 RF5
- 1999 RF6
- 1999 RS9
- 1999 RT9
- 1999 RN28
- 1999 RP28
- 1999 RQ28
- 1999 RZ31
- 1999 RA32
- 1999 RB32
- 1999 RJ33
- 1999 RK33
- 1999 RO36
- 1999 RR40
- 1999 RE42
- 1999 RV163
- 1999 RW175
- 1999 RS186
- 1999 RS214
- 1999 RT214
- 1999 RU214
- 1999 RV214
- 1999 RW214
- 1999 RX214
- 1999 RZ214
- 1999 RB215
- 1999 RF215
- 1999 RG215
- 1999 RR215
- 1999 RT215
- 1999 RV215
- 1999 RW215
- 1999 RX215
- 1999 RC216
- 1999 RV216
- 1999 RB229
- 1999 RG244
- 1999 RT250
- 1999 RQ251
- 1999 RU253
- 1999 RK257
- 1999 RS259
- 1999 RC260
- 1999 RE260
- 1999 RG260
- 1999 RM260
- 1999 RN260
- 1999 RC261
- 1999 RE261
- 1999 RF261

### Du 16 au 30 septembre 1999
- 1999 SO
- 1999 SF1
- 1999 SK1
- 1999 SK5
- 1999 SE10
- 1999 SF10
- 1999 SG10
- 1999 SH10
- 1999 SJ10
- 1999 SZ23
- 1999 SM25
- 1999 SA28
- 1999 SC28
- 1999 SE29
- 1999 SM29
- 1999 SN29
- 1999 SO29

### Du1erau 15 octobre 1999
- 1999 TY2
- 1999 TE3
- 1999 TR4
- 1999 TA5
- 1999 TD5
- 1999 TE5
- 1999 TJ10
- 1999 TR11
- 1999 TJ12
- 1999 TM12
- 1999 TM13
- 1999 TN13
- 1999 TO13
- 1999 TT16
- 1999 TU16
- 1999 TV16
- 1999 TW16
- 1999 TE22
- 1999 TM23
- 1999 TS23
- 1999 TB24
- 1999 TE24
- 1999 TP24
- 1999 TS33
- 1999 TB41
- 1999 TE42
- 1999 TN43
- 1999 TT43
- 1999 TV43
- 1999 TB44
- 1999 TT44
- 1999 TD45
- 1999 TP45
- 1999 TQ45
- 1999 TE46
- 1999 TK46
- 1999 TB47
- 1999 TN47
- 1999 TT47
- 1999 TD49
- 1999 TB50
- 1999 TF50
- 1999 TJ50
- 1999 TZ50
- 1999 TF51
- 1999 TU51
- 1999 TA52
- 1999 TS54
- 1999 TW59
- 1999 TA63
- 1999 TD65
- 1999 TA66
- 1999 TO66
- 1999 TX66
- 1999 TM67
- 1999 TN68
- 1999 TU70
- 1999 TO71
- 1999 TZ71
- 1999 TG72
- 1999 TC73
- 1999 TR73
- 1999 TM74
- 1999 TG75
- 1999 TZ75
- 1999 TB77
- 1999 TH78
- 1999 TU80
- 1999 TA81
- 1999 TS83
- 1999 TA84
- 1999 TG84
- 1999 TK128
- 1999 TC164
- 1999 TV174
- 1999 TE176
- 1999 TK212
- 1999 TM216
- 1999 TU218
- 1999 TG220
- 1999 TR226
- 1999 TB238
- 1999 TH239
- 1999 TX254
- 1999 TJ255
- 1999 TE277
- 1999 TG277
- 1999 TU281
- 1999 TV293
- 1999 TW293
- 1999 TN299
- 1999 TO299
- 1999 TH300
- 1999 TJ300
- 1999 TN301
- 1999 TM302
- 1999 TP302
- 1999 TD303
- 1999 TJ303
- 1999 TX305
- 1999 TR306
- 1999 TE307
- 1999 TT308
- 1999 TL309
- 1999 TV309
- 1999 TW309
- 1999 TD312
- 1999 TN312
- 1999 TT312
- 1999 TA314
- 1999 TU314
- 1999 TG317
- 1999 TB318
- 1999 TC322
- 1999 TE322
- 1999 TC326
- 1999 TR327
- 1999 TV328
- 1999 TX328
- 1999 TA329
- 1999 TC329
- 1999 TD329
- 1999 TE329
- 1999 TF329
- 1999 TG329
- 1999 TL329
- 1999 TV329
- 1999 TE330
- 1999 TG330
- 1999 TH330
- 1999 TK330
- 1999 TQ330
- 1999 TR330
- 1999 TT330
- 1999 TW330
- 1999 TY330
- 1999 TZ330
- 1999 TC331
- 1999 TD331
- 1999 TE331
- 1999 TG331
- 1999 TP331
- 1999 TQ331
- 1999 TS331
- 1999 TT331
- 1999 TY331
- 1999 TZ331
- 1999 TF332
- 1999 TJ332
- 1999 TX332
- 1999 TD333
- 1999 TH333
- 1999 TM333
- 1999 TR333
- 1999 TA334
- 1999 TS335
- 1999 TT336
- 1999 TX336
- 1999 TP338
- 1999 TA339
- 1999 TM339
- 1999 TQ339
- 1999 TT339
- 1999 TX339
- 1999 TZ339
- 1999 TB340
- 1999 TC340
- 1999 TH340
- 1999 TD341
- 1999 TH341
- 1999 TU341
- 1999 TW341
- 1999 TX341
- 1999 TA342
- 1999 TB342
- 1999 TC342
- 1999 TJ342
- 1999 TQ342
- 1999 TS342
- 1999 TU342
- 1999 TB343
- 1999 TF343
- 1999 TJ343
- 1999 TM343
- 1999 TN343

### Du 16 au 31 octobre 1999
- 1999 UQ
- 1999 UR
- 1999 UZ5
- 1999 UD18
- 1999 UH20
- 1999 UW21
- 1999 UX30
- 1999 UL31
- 1999 UZ33
- 1999 UC38
- 1999 UN39
- 1999 UU39
- 1999 UV39
- 1999 UY39
- 1999 UB41
- 1999 UW53
- 1999 UA58
- 1999 UP58
- 1999 UY58
- 1999 UF59
- 1999 UT59
- 1999 UA66
- 1999 UB66
- 1999 UO66
- 1999 UQ66
- 1999 UT66
- 1999 UU66
- 1999 UA67

### Du1erau 15 novembre 1999
- 1999 VT
- 1999 VL1
- 1999 VQ3
- 1999 VQ5
- 1999 VR6
- 1999 VN11
- 1999 VK12
- 1999 VS14
- 1999 VV15
- 1999 VX15
- 1999 VY15
- 1999 VA16
- 1999 VC16
- 1999 VP16
- 1999 VU16
- 1999 VU18
- 1999 VU25
- 1999 VV25
- 1999 VW25
- 1999 VX25
- 1999 VX39
- 1999 VB41
- 1999 VA46
- 1999 VF73
- 1999 VM74
- 1999 VE76
- 1999 VX83
- 1999 VS92
- 1999 VS115
- 1999 VM116
- 1999 VN118
- 1999 VP118
- 1999 VU118
- 1999 VY119
- 1999 VT120
- 1999 VN121
- 1999 VO121
- 1999 VC122
- 1999 VS122
- 1999 VJ123
- 1999 VH125
- 1999 VN125
- 1999 VG128
- 1999 VW128
- 1999 VL131
- 1999 VY131
- 1999 VL133
- 1999 VS134
- 1999 VT134
- 1999 VE135
- 1999 VH138
- 1999 VO139
- 1999 VX139
- 1999 VN140
- 1999 VA142
- 1999 VR142
- 1999 VE152
- 1999 VJ152
- 1999 VR152
- 1999 VS152
- 1999 VH153
- 1999 VS174
- 1999 VU175
- 1999 VF209
- 1999 VX213
- 1999 VO215
- 1999 VR216
- 1999 VA217
- 1999 VX217
- 1999 VB218
- 1999 VV221
- 1999 VM222
- 1999 VA226
- 1999 VE228
- 1999 VN228
- 1999 VY232
- 1999 VC233
- 1999 VF233
- 1999 VR233
- 1999 VS233
- 1999 VW233
- 1999 VC234
- 1999 VD234
- 1999 VF234
- 1999 VG234
- 1999 VH234
- 1999 VJ234
- 1999 VL234

### Du 16 au 30 novembre 1999
- 1999 VM234
- 1999 WX10
- 1999 WM19
- 1999 WA21
- 1999 WJ21
- 1999 WN21
- 1999 WX21
- 1999 WY21
- 1999 WU22
- 1999 WB23
- 1999 WC23
- 1999 WD23
- 1999 WT23
- 1999 WL25
- 1999 WR28
- 1999 WS28
- 1999 WT28

### Du1erau 15 décembre 1999
- 1999 XM16
- 1999 XS35
- 1999 XF106
- 1999 XO135
- 1999 XK136
- 1999 XN141
- 1999 XX146
- 1999 XT147
- 1999 XA148
- 1999 XJ148
- 1999 XX148
- 1999 XA216
- 1999 XW232
- 1999 XZ232
- 1999 XJ244
- 1999 XK251
- 1999 XT253
- 1999 XF254
- 1999 XF266
- 1999 XM266

### Du 16 au 31 décembre 1999
- 1999 YD
- 1999 YH2
- 1999 YE3
- 1999 YE19
- 1999 YK19
- 1999 YU19
- 1999 YW19
- 1999 YK20
- 1999 YM20
- 1999 YP20
- 1999 YD21
- 1999 YE21
- 1999 YK21
- 1999 YP30
- 1999 YR30